# Suur Kolmekivirahu
Suur Kolmekivirahu ist eine unbewohnte Insel, die zur Inselgruppe Kolmekivirahud gehört, 320 Meter von der größten estnischen Insel Saaremaa entfernt. Die Insel liegt in der Landgemeinde Saaremaa im Kreis Saare. Sie gehört zum Nationalpark Vilsandi.
Suur Kolmekivirahu ist 550 Meter lang und 30 Meter breit.